# Ernst Dietsch
Ernst Dietsch (* 7. Juni 1893 in Greiz; † 1963 in Dresden) war ein deutscher Maler.

## Leben und Werk
Ernst (auch Ernst Alfred) Dietsch studierte ab 1909 bei Robert Sterl, Gotthard Kühl, Carl Bantzer und Ludwig von Hoffmann an der Akademie der bildenden Künste Dresden und ging dann zur Weiterbildung nach Paris. Er arbeitete, unterbrochen durch die Teilnahme am Ersten Weltkrieg, als freischaffender Künstler in Dresden. Es gibt von 1927 ein Foto von einem Künstlerfest an der Akademie, auf dem neben Dietsch Arthur Krauss (1893–1973), Rudi Michel, Otto Griebel, Curt Großpietsch, Karl Hahn (1892–1980), Ernst Liebermann, Paul Berger-Bergner, Edmund Schuchardt, Theodor Rosenhauer und Guido Hebert zu sehen sind.
Nach dem Studium arbeitete Dietsch als freischaffender Künstler in Dresden. Er unternahm Studienreisen nach Südfrankreich und Spanien.
Er war Mitglied des Deutschen Künstlerbunds, ab 1927 1. Vorsitzender der Dresdner Kunstgenossenschaft und In der Zeit des Nationalsozialismus Mitglied der Reichskammer der bildenden Künste. Das Dresdner Adressbuch verzeichnet ihn 1943/1944 in der Reichenbachstraße 33.
Dietsch nahm als Soldat der Wehrmacht am Zweiten Weltkrieg teil und arbeitete danach wieder in Dresden. Das Lexikon Künstler der DDR nennt ihn nicht.
Bilder Dietschs sind im Kunsthandel präsent.

## Werke (Auswahl)
- Selbstbildnis mit Stahlhelm (1916 auf der „2. Ausstellung Dresdner Künstler die im Heeresdienste stehen“)
- o. T.; Bildnis eines Mannes in Kutte (1921, Öl, ca. 82 × 66,5 cm)[3][4]
- Brücke (1924, Öl)[5]
- Sonnenblumen (1924, Öl)[6]
- Prof. Ferdinand Dorsch (1925)[7]
- Maler Meyer-Buchwald als Soldat (1916, Museum Greiz)[7]
- Beduinenforscher Carl Raswan (Öl)[8]
- Herrenbildnis (Öl)[9]
- Albertbrücke / Blick auf die Neustadt in die ehemalige Kurfürstenstraße (wohl 1924, Öl)[10]
- Bildnis F. V. (1924, Öl)[11]
- Selbstbildnis (Öl; 1930 auf der Ausstellung Dresdner Kunst)[12]
- Dresdner Ansicht / Blick über die Carolabrücke Dresdner Altstadt (1936, Öl, 53 × 75 cm)[13]

## Ausstellungen
- 1916: Dresden, Galerie Ernst Arnold („2. Ausstellung Dresdner Künstler die im Heeresdienste stehen“)
- 1924: Dresden (Ausstellung der Dresdner Kunstgenossenschaft)
- 1930: Berlin, Moderne Galerie Wertheim („Junge Dresdner Kunst“)
- 1930: Dresden, Brühlsche Terrasse („Dresdner Kunst 1930“)

- 1934: Dresden, Brühlsche Terrasse („Sächsische Kunstausstellung“)
- 1935 und 1936 Dresden („Dresdner Kunstausstellung“)
- 1940: Dresden („Dresdner Künstlerbund. Erste Ausstellung Kriegsjahr 1940“)

- 1943: Wien: Junge Kunst im Deutschen Reich
- 1946: Dresden, Allgemeine Deutsche Kunstausstellung